# Ван Сюэхань
Ван Сюэха́нь (кит. упр. 王雪涵, пиньинь Wáng Xuěhán; родилась 1 июня 1998, Пекин) — китайская фигуристка, выступающая в парном катании. В паре с Ван Лэем становилась чемпионкой Китая (2016), бронзовой призёркой Гран-при Японии (2016), Франции (2014) и Китая (2014).

## Карьера
Ван Сюэхань родилась 1 июня 1998 года в Пекине. Её мать — преподаватель английского языка. Сюэхань встала на коньки в 2006 году на  катке в торговом центре.
На раннем этапе карьеры Сюэхань выступала в одиночном катании. За это время поучаствовала в четырёх взрослых чемпионатах Китая (2009—2012), всегда оказываясь в десятке лучших из более чем двадцати пяти участниц.
В 2012 году перешла в парное катание, где ей составил дуэт Ван Лэй, фигурист-парник, который уже имел опыт выступлений на чемпионатах мира, а также являлся медалистом чемпионата Китая. Их наставниками стали Яо Бинь и олимпийский чемпион Чжао Хунбо. На первом совместном национальном первенстве (2013) они попали на пьедестал, завоевав бронзовые награды. На следующий год пара остановилась в шаге от подиума, поскольку на чемпионате выступили все сильнейшие спортивные пары страны, и достаточно молодая пара Ван/Ван не сумела навязать борьбу лидерам сборной.
В сезоне 2014/2015 стартовали на двух этапах Гран-при, на которых получили бронзовые медали и попали в список запасных на финальный турнире серии. На национальном уровне при более слабом составе участников сумели улучшить прошлогодний результат и стали вице-чемпионами страны.
Соревновательный сезон 2015—2016 годов стал успешным для китайского дуэта. Сперва они стартовали на турнирах Гран-при в Америке и Китае, где финишировали пятыми и четвёртыми, соответственно. При этом на Cup of China 2015 установили личный рекорд в короткой программе и по сумме баллов. В конце декабря 2015 года на ежегодном чемпионате Китая уверенно завоевали золото, с преимуществом в более чем 39 баллов. Благодаря этому результату они были включены в состав сборной страны на чемпионат мира в Бостоне. Там Ван и Ван расположились на пятнадцатом месте.
На внутренних первенствах Сюэхань и партнёр продолжили финишировать на призовых местах. Так на чемпионате 2018 они замкнули тройку лучших, а в следующем сезоне во второй раз в совместной карьере завоевали серебро национального чемпионата.

## Программы
| Сезон   | Короткая программа                                 | Произвольная программа                         |
| ------- | -------------------------------------------------- | ---------------------------------------------- |
| 2016–17 | - «Steppin' Out with My Baby» The Jumpin' Joz Band | - «Love Is a Many-Splendored Thing» Сэмми Фейн |
| 2015–16 | - «Romance»                                        | - «Моя прекрасная леди» Фредерик Лоу           |
| 2014–15 | - «Romance»                                        | - «Моя прекрасная леди» Фредерик Лоу           |
| 2013–14 | - «Лебедь» Камиль Сен-Санс                         | - Саундтрек к фильму «Поющие под дождём»       |

## Результаты
| Результаты выступлений с Ван Лэем |       |       |       |       |       |       |       |
| Соревнования                      | 12/13 | 13/14 | 14/15 | 15/16 | 16/17 | 17/18 | 18/19 |
| Международные                     |       |       |       |       |       |       |       |
| Чемпионат мира                    |       |       |       | 15    |       |       |       |
| Гран-при. NHK Trophy              |       |       |       |       | 3     |       |       |
| Гран-при. Skate America           |       |       |       | 5     |       |       |       |
| Гран-при. Trophée Bompard         |       |       | 3     |       |       |       |       |
| Гран-при. Cup of China            |       | 4     | 3     | 4     | 4     |       |       |
| Национальные                      |       |       |       |       |       |       |       |
| Чемпионат Китая                   | 3     | 4     | 2     | 1     |       | 3     | 2     |

| Результаты в одиночном катании |       |       |       |       |
| Соревнования                   | 08/09 | 09/10 | 10/11 | 11/12 |
| Национальные                   |       |       |       |       |
| Чемпионат Китая                | 9     | 10    | 10    | 9     |